# 3267 Glo
3267 Glo este un asteroid descoperit pe 3 ianuarie 1981 de Edward Bowell.

## Denumirea asteroidului
Asteroidul 3267 Glo a fost denumit în onoarea astronomei americane Eleanor Francis Helin, care avea hipocoristicul Glo.